# NGC 1792
NGC 1792 (другие обозначения — ESO 305-6, MCG -6-12-4, AM 0503-380, IRAS05035-3802, PGC 16709) — галактика в созвездии Голубь.
Этот объект входит в число перечисленных в оригинальной редакции «Нового общего каталога».
В галактике имеется сильная асимметрия в распределении областей H II относительно большой оси. В NGC 1792 есть гигантские и яркие области H II, вокруг которых находится множество диффузного газа, который, предположительно, нагревается ультрафиолетовым излучением от этих областей. NGC 1792 составляет гравитационного-связанную пару с галактикой NGC 1808.